# Großer Preis von Spanien 1986
Der Große Preis von Spanien 1986 (offiziell Gran Premio Tio Pepe de España) fand am 13. April auf dem Circuito Permanente de Jerez in Jerez de la Frontera statt und war das zweite Rennen der Formel-1-Weltmeisterschaft 1986.

## Berichte

### Hintergrund
Zum ersten Mal seit 1981 fand wieder ein Lauf zur Formel-1-Weltmeisterschaft in Spanien statt. Als Austragungsort wurde der damals neu errichtete Circuito Permanente de Jerez im Süden des Landes gewählt.
Es traten exakt dieselben Fahrer und Teams an, die drei Wochen zuvor den Saisonauftakt in Brasilien absolviert hatten.

### Training
Aus den Trainingsergebnissen resultierten dieselben ersten drei Startpositionen wie in Brasilien, nämlich Ayrton Senna auf der Pole-Position vor den beiden Williams-Piloten Nelson Piquet und Nigel Mansell. Es folgten die beiden McLaren-Teamkollegen Alain Prost und Keke Rosberg vor René Arnoux auf Rang sechs.

### Rennen
Während Senna und Piquet ihre Positionen zunächst verteidigen konnten, fiel Mansell bereits während der ersten Runde hinter Rosberg und kurze Zeit später auch hinter Prost zurück. Zwischen der 18. und der 39. Runde gelang es ihm jedoch, nach und nach alle vor ihm liegenden Kontrahenten zu überholen und die Spitze zu übernehmen.
Zehn Runden vor dem Ende des Rennens eroberte Senna die Führung zurück. Mansell musste während des Manövers deutlich vom Gas gehen, um eine Kollision zu vermeiden und nicht von der Strecke abzukommen. Dadurch gelangte auch Prost, von dem sich die beiden Duellanten um die Führung nie deutlich hatten absetzen können, an Mansell vorbei auf den zweiten Rang. Mansell steuerte daraufhin die Box an, um neue Reifen aufziehen zu lassen. Mit rund 20 Sekunden Rückstand kam er zurück auf die Strecke. Innerhalb weniger Runden schloss er wieder zum Führungsduo auf. In der viertletzten Runde überholte er Prost. In der letzten Runde holte er Senna ein und befand sich in manchen Streckenteilen direkt neben ihm auf gleicher Höhe, so auch auf der Zielgeraden. Senna überquerte sie mit einem Vorsprung von lediglich 0,014 Sekunden, womit das Rennergebnis als eines der knappsten in die Formel-1-Geschichte einging.
Prost belegte den dritten Platz vor Rosberg, Teo Fabi und Gerhard Berger.

## Meldeliste
| Team                           | Nr. | Fahrer             | Chassis        | Motor                         | Reifen |
| ------------------------------ | --- | ------------------ | -------------- | ----------------------------- | ------ |
| Marlboro McLaren International | 01  | Alain Prost        | McLaren MP4/2C | TAG/Porsche TTE PO1 1.5 V6t   | G      |
| Marlboro McLaren International | 02  | Keke Rosberg       | McLaren MP4/2C | TAG/Porsche TTE PO1 1.5 V6t   | G      |
| Data General Team Tyrrell      | 03  | Martin Brundle     | Tyrrell 014    | Renault EF15 1.5 V6t          | G      |
| Data General Team Tyrrell      | 04  | Philippe Streiff   | Tyrrell 014    | Renault EF15 1.5 V6t          | G      |
| Canon Williams Honda Team      | 05  | Nigel Mansell      | Williams FW11  | Honda RA166E 1.5 V6t          | G      |
| Canon Williams Honda Team      | 06  | Nelson Piquet      | Williams FW11  | Honda RA166E 1.5 V6t          | G      |
| Motor Racing Developments      | 07  | Riccardo Patrese   | Brabham BT55   | BMW M12/13 1.5 L4t            | P      |
| Motor Racing Developments      | 08  | Elio de Angelis    | Brabham BT55   | BMW M12/13 1.5 L4t            | P      |
| John Player Special Team Lotus | 11  | Johnny Dumfries    | Lotus 98T      | Renault EF15B 1.5 V6t         | G      |
| John Player Special Team Lotus | 12  | Ayrton Senna       | Lotus 98T      | Renault EF15B 1.5 V6t         | G      |
| West Zakspeed Racing           | 14  | Jonathan Palmer    | Zakspeed 861   | Zakspeed 1500/4 1.5 L4t       | G      |
| Team Haas (USA) Ltd            | 15  | Alan Jones         | Lola THL1      | Hart 415T 1.5 L4t             | G      |
| Team Haas (USA) Ltd            | 16  | Patrick Tambay     | Lola THL1      | Hart 415T 1.5 L4t             | G      |
| Barclay Arrows BMW             | 17  | Marc Surer         | Arrows A8      | BMW M12/13 1.5 L4t            | G      |
| Barclay Arrows BMW             | 18  | Thierry Boutsen    | Arrows A8      | BMW M12/13 1.5 L4t            | G      |
| Benetton Formula Ltd           | 19  | Teo Fabi           | Benetton B186  | BMW M12/13 1.5 L4t            | P      |
| Benetton Formula Ltd           | 20  | Gerhard Berger     | Benetton B186  | BMW M12/13 1.5 L4t            | P      |
| Osella Squadra Corse           | 21  | Piercarlo Ghinzani | Osella FA1G    | Alfa Romeo 890T 1.5 V8t       | P      |
| Osella Squadra Corse           | 22  | Christian Danner   | Osella FA1F    | Alfa Romeo 890T 1.5 V8t       | P      |
| Minardi F1 Team                | 23  | Andrea de Cesaris  | Minardi M185B  | Motori Moderni 615-90 1.5 V6t | P      |
| Minardi F1 Team                | 24  | Alessandro Nannini | Minardi M185B  | Motori Moderni 615-90 1.5 V6t | P      |
| Équipe Ligier                  | 25  | René Arnoux        | Ligier JS27    | Renault EF15 1.5 V6t          | P      |
| Équipe Ligier                  | 26  | Jacques Laffite    | Ligier JS27    | Renault EF15 1.5 V6t          | P      |
| Scuderia Ferrari SpA SEFAC     | 27  | Michele Alboreto   | Ferrari F1/86  | Ferrari 032 1.5 V6t           | G      |
| Scuderia Ferrari SpA SEFAC     | 28  | Stefan Johansson   | Ferrari F1/86  | Ferrari 032 1.5 V6t           | G      |

## Klassifikationen

### Qualifying
| Pos. | Fahrer             | Konstrukteur           | Qualifikationstraining 1 | Qualifikationstraining 1 | Qualifikationstraining 2 | Qualifikationstraining 2 | Start |
| Pos. | Fahrer             | Konstrukteur           | Zeit                     | Ø-Geschwindigkeit        | Zeit                     | Ø-Geschwindigkeit        | Start |
| ---- | ------------------ | ---------------------- | ------------------------ | ------------------------ | ------------------------ | ------------------------ | ----- |
| 01   | Ayrton Senna       | Lotus-Renault          | 1:21,605                 | 186,077 km/h             | 1:21,924                 | 185,352 km/h             | 01    |
| 02   | Nelson Piquet      | Williams-Honda         | 1:23,097                 | 182,736 km/h             | 1:22,431                 | 184,212 km/h             | 02    |
| 03   | Nigel Mansell      | Williams-Honda         | 1:23,024                 | 182,897 km/h             | 1:22,576                 | 183,889 km/h             | 03    |
| 04   | Alain Prost        | McLaren-TAG-Porsche    | 1:23,702                 | 181,415 km/h             | 1:22,886                 | 183,201 km/h             | 04    |
| 05   | Keke Rosberg       | McLaren-TAG-Porsche    | 1:23,948                 | 180,883 km/h             | 1:23,004                 | 182,941 km/h             | 05    |
| 06   | René Arnoux        | Ligier-Renault         | 1:24,566                 | 179,562 km/h             | 1:24,274                 | 180,184 km/h             | 06    |
| 07   | Gerhard Berger     | Benetton-BMW           | 1:24,501                 | 179,700 km/h             | 1:25,235                 | 178,152 km/h             | 07    |
| 08   | Jacques Laffite    | Ligier-Renault         | 1:24,817                 | 179,030 km/h             | 1:25,863                 | 176,849 km/h             | 08    |
| 09   | Teo Fabi           | Benetton-BMW           | 1:25,052                 | 178,535 km/h             | 1:26,196                 | 176,166 km/h             | 09    |
| 10   | Johnny Dumfries    | Lotus-Renault          | 1:29,093                 | 170,438 km/h             | 1:25,107                 | 178,420 km/h             | 10    |
| 11   | Stefan Johansson   | Ferrari                | 1:25,466                 | 177,671 km/h             | 1:25,655                 | 177,279 km/h             | 11    |
| 12   | Martin Brundle     | Tyrrell-Renault        | 1:25,831                 | 176,915 km/h             | 1:41,631                 | 149,411 km/h             | 12    |
| 13   | Michele Alboreto   | Ferrari                | 1:26,554                 | 175,437 km/h             | 1:26,094                 | 176,375 km/h             | 13    |
| 14   | Riccardo Patrese   | Brabham-BMW            | 1:26,231                 | 176,094 km/h             | 1:29,911                 | 168,887 km/h             | 14    |
| 15   | Elio de Angelis    | Brabham-BMW            | 1:27,300                 | 173,938 km/h             | 1:26,550                 | 175,445 km/h             | 15    |
| 16   | Jonathan Palmer    | Zakspeed               | 1:27,600                 | 173,342 km/h             | 1:26,918                 | 174,703 km/h             | 16    |
| 17   | Alan Jones         | Lola-Hart              | 1:28,645                 | 171,299 km/h             | 1:26,946                 | 174,646 km/h             | 17    |
| 18   | Patrick Tambay     | Lola-Hart              | 1:27,045                 | 174,448 km/h             | 1:26,992                 | 174,554 km/h             | 18    |
| 19   | Thierry Boutsen    | Arrows-BMW             | 1:28,112                 | 172,335 km/h             | 1:27,169                 | 174,200 km/h             | 19    |
| 20   | Philippe Streiff   | Tyrrell-Renault        | 1:27,637                 | 173,269 km/h             | 1:28,086                 | 172,386 km/h             | 20    |
| 21   | Piercarlo Ghinzani | Osella-Alfa Romeo      | 1:28,894                 | 170,819 km/h             | 1:28,423                 | 171,729 km/h             | 21    |
| 22   | Marc Surer         | Arrows-BMW             | 1:28,803                 | 170,994 km/h             | 1:28,443                 | 171,690 km/h             | 22    |
| 23   | Christian Danner   | Osella-Alfa Romeo      | 1:29,046                 | 170,528 km/h             | keine Zeit               | –                        | 23    |
| 24   | Andrea de Cesaris  | Minardi-Motori Moderni | 1:29,195                 | 170,243 km/h             | keine Zeit               | –                        | 24    |
| 25   | Alessandro Nannini | Minardi-Motori Moderni | keine Zeit               | –                        | 1:30,062                 | 168,604 km/h             | 25    |

### Rennen
| Pos. | Fahrer             | Konstrukteur           | Runden | Stopps | Zeit        | Start | Schnellste Runde |
| ---- | ------------------ | ---------------------- | ------ | ------ | ----------- | ----- | ---------------- |
| 01   | Ayrton Senna       | Lotus-Renault          | 72     | 0      | 1:48:47,735 | 01    | 1:28,801 (45.)   |
| 02   | Nigel Mansell      | Williams-Honda         | 72     | 1      | + 0,014     | 03    | 1:27,176 (65.)   |
| 03   | Alain Prost        | McLaren-TAG-Porsche    | 72     | 0      | + 21,552    | 04    | 1:28,497 (45.)   |
| 04   | Keke Rosberg       | McLaren-TAG-Porsche    | 71     | 1      | + 1 Runde   | 05    | 1:27,991 (61.)   |
| 05   | Teo Fabi           | Benetton-BMW           | 71     | 2      | + 1 Runde   | 09    | 1:28,235 (49.)   |
| 06   | Gerhard Berger     | Benetton-BMW           | 71     | 1      | + 1 Runde   | 07    | 1:29,690 (54.)   |
| 07   | Thierry Boutsen    | Arrows-BMW             | 68     | 1      | + 4 Runden  | 19    | 1:31,457 (38.)   |
| 08   | Patrick Tambay     | Lola-Hart              | 66     | 2      | + 6 Runden  | 18    | 1:31,512 (31.)   |
| –    | Johnny Dumfries    | Lotus-Renault          | 52     | 0      | DNF         | 10    | 1:30,962 (31.)   |
| –    | Martin Brundle     | Tyrrell-Renault        | 41     | 0      | DNF         | 12    | 1:31,236 (34.)   |
| –    | Jacques Laffite    | Ligier-Renault         | 40     | 1      | DNF         | 08    | 1:28,504 (35.)   |
| –    | Nelson Piquet      | Williams-Honda         | 39     | 0      | DNF         | 02    | 1:29,182 (39.)   |
| –    | Marc Surer         | Arrows-BMW             | 39     | 0      | DNF         | 22    | 1:32,230 (11.)   |
| –    | Elio de Angelis    | Brabham-BMW            | 29     | 2      | DNF         | 15    | 1:29,885 (23.)   |
| –    | René Arnoux        | Ligier-Renault         | 29     | 1      | DNF         | 06    | 1:28,332 (26.)   |
| –    | Michele Alboreto   | Ferrari                | 22     | 0      | DNF         | 13    | 1:30,201 (05.)   |
| –    | Philippe Streiff   | Tyrrell-Renault        | 22     | 0      | DNF         | 20    | 1:32,240 (14.)   |
| –    | Christian Danner   | Osella-Alfa Romeo      | 14     | 0      | DNF         | 23    | 1:35,273 (04.)   |
| –    | Stefan Johansson   | Ferrari                | 11     | 0      | DNF         | 11    | 1:30,467 (11.)   |
| –    | Piercarlo Ghinzani | Osella-Alfa Romeo      | 10     | 0      | DNF         | 21    | 1:34,027 (08.)   |
| –    | Riccardo Patrese   | Brabham-BMW            | 8      | 0      | DNF         | 14    | 1:33,212 (07.)   |
| –    | Andrea de Cesaris  | Minardi-Motori Moderni | 1      | 0      | DNF         | 24    | 1:52,175 (01.)   |
| –    | Jonathan Palmer    | Zakspeed               | 0      | 0      | DNF         | 16    | –                |
| –    | Alan Jones         | Lola-Hart              | 0      | 0      | DNF         | 17    | –                |
| –    | Alessandro Nannini | Minardi-Motori Moderni | 0      | 0      | DNF         | 25    | –                |

## WM-Stände nach dem Rennen
Die ersten sechs des Rennens bekamen 9, 6, 4, 3, 2 bzw. 1 Punkt(e). In der Fahrerwertung wurden die besten elf Resultate, in der Konstrukteurswertung alle Resultate gewertet.

### Fahrerwertung
| Pos. | Fahrer           | Konstrukteur        | Punkte |
| ---- | ---------------- | ------------------- | ------ |
| 01   | Ayrton Senna     | Lotus-Renault       | 15     |
| 02   | Nelson Piquet    | Williams-Honda      | 9      |
| 03   | Nigel Mansell    | Williams-Honda      | 6      |
| 04   | Jacques Laffite  | Ligier-Renault      | 4      |
| 05   | Alain Prost      | McLaren-TAG-Porsche | 4      |
| 06   | René Arnoux      | Ligier-Renault      | 3      |
| 07   | Keke Rosberg     | McLaren-TAG-Porsche | 3      |
| 08   | Martin Brundle   | Tyrrell-Renault     | 2      |
| 09   | Teo Fabi         | Benetton-BMW        | 2      |
| 10   | Gerhard Berger   | Benetton-BMW        | 2      |
| 11   | Philippe Streiff | Tyrrell-Renault     | 0      |
| 12   | Thierry Boutsen  | Arrows-BMW          | 0      |
| 13   | Elio de Angelis  | Brabham-BMW         | 0      |

| Pos. | Fahrer             | Konstrukteur           | Punkte |
| ---- | ------------------ | ---------------------- | ------ |
| 14   | Patrick Tambay     | Lola-Hart              | 0      |
| 15   | Johnny Dumfries    | Lotus-Renault          | 0      |
| –    | Michele Alboreto   | Ferrari                | 0      |
| –    | Christian Danner   | Osella-Alfa Romeo      | 0      |
| –    | Stefan Johansson   | Ferrari                | 0      |
| –    | Riccardo Patrese   | Brabham-BMW            | 0      |
| –    | Jonathan Palmer    | Zakspeed               | 0      |
| –    | Marc Surer         | Arrows-BMW             | 0      |
| –    | Alessandro Nannini | Minardi-Motori Moderni | 0      |
| –    | Andrea de Cesaris  | Minardi-Motori Moderni | 0      |
| –    | Piercarlo Ghinzani | Osella-Alfa Romeo      | 0      |
| –    | Alan Jones         | Lola-Hart              | 0      |

### Konstrukteurswertung
| Pos. | Konstrukteur        | Punkte |
| ---- | ------------------- | ------ |
| 01   | Williams-Honda      | 15     |
| 02   | Lotus-Renault       | 15     |
| 03   | Ligier-Renault      | 7      |
| 04   | McLaren-TAG-Porsche | 7      |
| 05   | Benetton-BMW        | 4      |
| 06   | Tyrrell-Ford        | 2      |
| 07   | Arrows-BMW          | 0      |

| Pos. | Konstrukteur           | Punkte |
| ---- | ---------------------- | ------ |
| 08   | Brabham-BMW            | 0      |
| 09   | Lola-Hart              | 0      |
| –    | Ferrari                | 0      |
| –    | Osella-Alfa Romeo      | 0      |
| –    | Zakspeed               | 0      |
| –    | Minardi-Motori Moderni | 0      |